# Ocotea holdridgeiana
Ocotea holdridgeiana är en lagerväxtart som beskrevs av W. Burger. Ocotea holdridgeiana ingår i släktet Ocotea och familjen lagerväxter. Inga underarter finns listade i Catalogue of Life.